# Cyrtanthus welwitschii
Cyrtanthus welwitschii är en amaryllisväxtart som beskrevs av William Philip Hiern och John Gilbert Baker. Cyrtanthus welwitschii ingår i släktet Cyrtanthus, och familjen amaryllisväxter. Inga underarter finns listade i Catalogue of Life.